# Само анђели имају крила
Само анђели имају крила (енгл. Only Angels Have Wings) је амерички љубавно-драмски филм из 1939. године, режисера Хауарда Хокса, у коме главне улоге тумаче Кери Грант и Џин Артур. Радња прати управника компаније за ваздушни транспорт терета у удаљеном градићу у Јужној Америци, који је приморан да ризикује животе својих пилота како би осигурао важан уговор. Споредне улоге у филму тумаче Томас Мичел, Ричард Бартелмес, Ноа Бири Млађи и Рита Хејворт, у њеној првој значајнијој улози.
Филм је биоскопски објављен 15. маја 1939. и генерално се сматра једним од најбољих филмова Хауарда Хокса, посебно због приказа професионализма пилота, своје атмосфере и сцена летења. Године 2017, Конгресна библиотека је изабрала овај филм за очување у Националном регистру филмова Сједињених Држава као „културно, историјски или естетски значајан”.

## Радња
Џеф Картер је главни пилот и управник компаније Баранка ервејз, мале, једва солвентне фирме у власништву „Дачија” ван Рајтера, која превози пошту из измишљеног јужноамеричког лучког града Баранка преко високог планинског превоја у Андима. Једног дана у град стиже Бони Ли, забављачица и пијанисткиња, бродом који превози банане. Након што је упозна, пилот Џо Саутер касније тог дана страда у паду авиона покушавајући да слети по магли. Бони се заљубљује у Џефа, упркос његовом фаталистичком ставу према опасностима летења, и одлучује да остане у Баранки.
Ситуација се компликује када стигну пилот Бат Макферсон и његова супруга Џуди, која је раније била у вези са Џефом. Макферсон не може да нађе посао у Сједињеним Државама јер је једном приликом искочио падобраном из авиона, оставивши свог механичара — брата Џефовог најбољег пријатеља „Кида” Даба — да погине у паду. Када Џеф буде принуђен да повуче Кида из службе због проблема са видом, ангажује Макферсона уз услов да ће добијати најопасније задатке.
Дачи ће обезбедити профитабилан државни уговор ако успе да одржи поуздану поштанску службу током шестомесечног пробног периода. На последњи дан тог рока, лоше време затвара планински превој. Џеф одлучује да покуша да новим Форд Тримотором прелети планине. Кид га моли да пође као копилот. Џеф одбија, али му потом дозвољава да баци новчић и тиме одлучи. Када новчић падне на под, Џеф открива да новчић има две исте стране. Ипак, пристаје да га поведе. Непосредно пре поласка, Бони покушава да одговори Џефа од лета. Вади његов пиштољ из футроле и упери га у њега. Када схвати да га не може зауставити, баца пиштољ на сто — он случајно опали и рани Џефа у раме.
Неспособан да лети, Џеф препушта лет Макферсону. Међутим, Макферсон и Кид не успевају да се попну довољно високо; авион губи снагу и пада хиљадама стопа пре него што се стабилизује. Џеф им наређује да се врате, али они ипак одлучују да покушају да пролете кроз магловити превој. Тамо наилазе на јато кондора. Једна птица пробија ветробранско стакло и паралише Кида; друга удара у први мотор и изазива пожар. Касније пожар захвата и други мотор. Кид каже Макферсону да искочи, али он одбија. Окреће авион и враћа се у Баранку, успевајући да приземљи запаљени Тримотор. Кид умире од прелома врата, али пре него што премине, каже Џефу шта је Макферсон урадио. Због тога остали пилоти коначно прихватају Макферсона.
Бони је растрзана између одласка и останка и суочава се са Џефом у нади да ће је замолити да остане. Међутим, како имају само неколико сати до истека пробног периода, време се разведрава и Џеф мора брзо да одлети како би осигурао кључни уговор. Пре него што оде, нуди да баци новчић: ако падне глава, Бони остаје; ако падне писмо, она одлази. Новчић пада на страну са главом, али Бони очајава јер мисли да је у питању пука случајност, не љубав. Џеф јој оставља новчић. Она тада схвата да је то Кидов новчић са две исте стране — Џефов начин да јој покаже да је воли. Посматра како Џеф и још један пилот — који заједно имају само две здраве руке — полећу како би доставили пошту преко Анда, знајући да ће их чекати када се врате.

## Улоге
| Глумац                 | Улога                 |
| ---------------------- | --------------------- |
| Кери Грант             | Џеф Картер            |
| Џин Артур              | Бони Ли               |
| Ричард Бартелмес       | Бат Макферсон         |
| Рита Хејворт           | Џуди Макферсон        |
| Томас Мичел            | „Кид” Даб             |
| Алин Џослин            | Лес Питерс            |
| Зиг Руман              | Џон „Дачи” ван Рајтер |
| Виктор Килијан         | „Спаркс” Рејнолдс     |
| Џон Керол              | „Џент” Шелтон         |
| Дон Бари               | „Текс” Гордон         |
| Ноа Бири Млађи         | Џо Саутер             |
| Мануел Алварез Масисте | певач                 |
| Милиса Сијера          | Лили                  |
| Лусио Виљегас          | доктор                |
| Пат Флаерти            | Мајк                  |
| Педро Регас            | Панчо                 |
| Пат Вест               | Болди                 |